# Idiocera (Idiocera) cockerelli
Idiocera (Idiocera) cockerelli is een tweevleugelige uit de familie steltmuggen (Limoniidae). De soort komt voor in het Australaziatisch gebied.